# Garrigues (comarca)
Les Garrigues là một comarca (hạt) ở Catalonia, Tây Ban Nha. Thủ phủ là Les Borges Blanques.

## Các đô thị
Dân số 2001-2002.
- L'Albagés - 512
- L'Albi - 826
- Arbeca - 2.295
- Bellaguarda - 351
- Les Borges Blanques - 5.365
- Bovera - 378
- Castelldans - 962
- Cervià de les Garrigues - 842
- El Cogul - 224
- L'Espluga Calba - 429
- La Floresta - 186
- Fulleda - 113
- La Granadella - 777
- Granyena de les Garrigues - 165
- Juncosa - 589
- Juneda - 2.992
- Els Omellons - 253
- La Pobla de Cérvoles - 233
- Puiggròs - 259
- El Soleràs - 428
- Tarrés - 115
- Els Torms - 188
- El Vilosell - 233
- Vinaixa - 600